# Да Лус, Мауро
Мауро Андрес Да Лус Регаладо (исп. Mauro Andrés Da Luz Regalado; родился 5 сентября 1994 года, Монтевидео) — уругвайский футболист, полузащитник клуба «Куско».

## Биография
Да Лус — воспитанник клубов «Пеньяроль» и «Ривер Плейт». 1 сентября 2016 года в матче против «Монтевидео Уондерерс» он дебютировал в уругвайской Примере в составе последних. 15 апреля 2017 года в поединке против столичного «Пласа Колония» Мауро забил свой первый гол за «Ривер Плейт». В 2019 году Да Лус в матчах Южноамериканского кубка против бразильского «Сантоса» и аргентинского «Колона» два гола и помог клубу выйти в финал турнир.
В 2019 году был арендован «Колоном». 27 июля в матче против «Патронато» он дебютировал в аргентинской Примере. По окончании аренды Мауро вернулся в «Ривер Плейт».